# Переменная типа BY Дракона

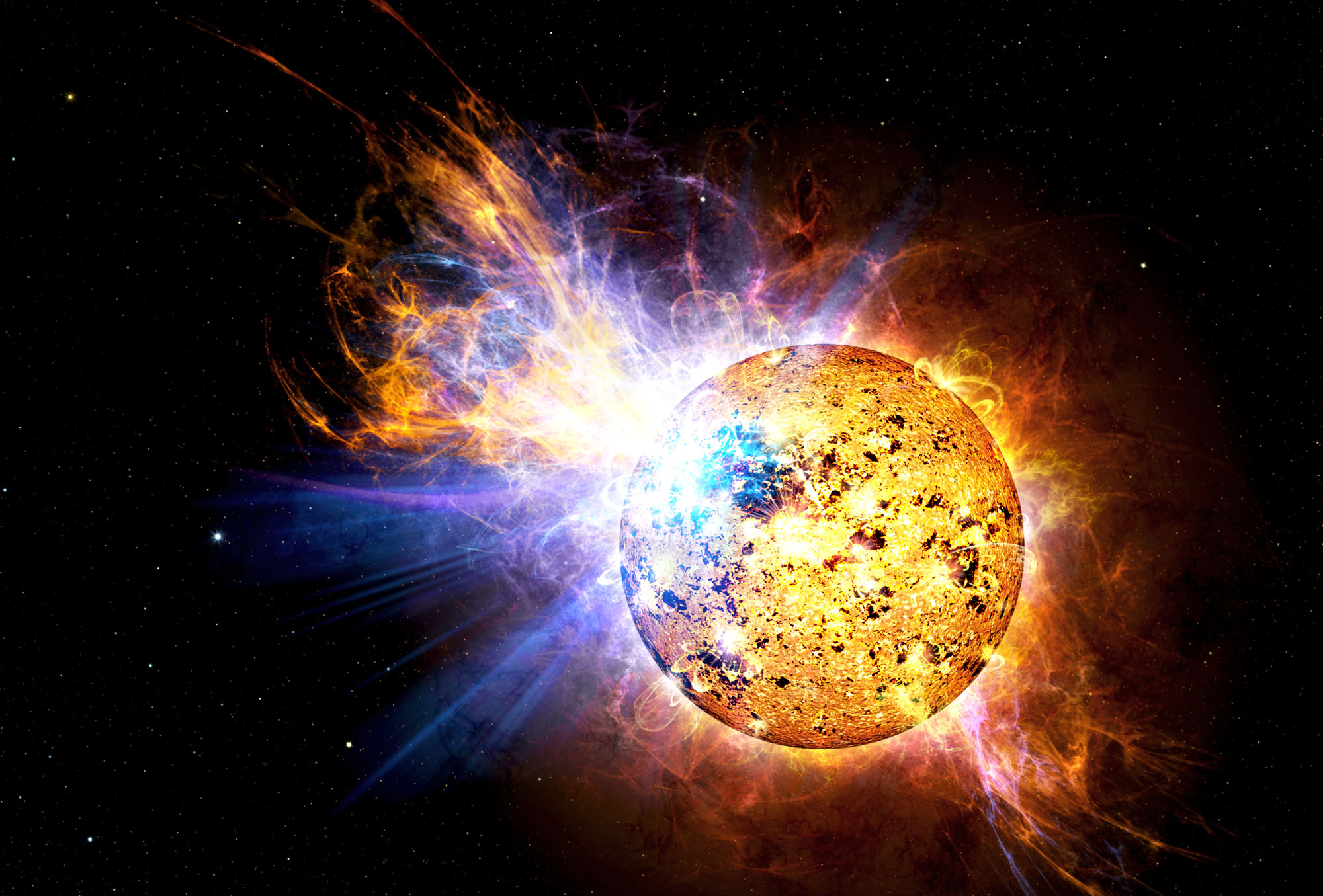
Вспышка на звезде EV Ящерицы — типичной переменной типа BY Дракона — в представлении художника.

Переменные типа BY Дракона — переменные звёзды главной последовательности поздних спектральных классов, обычно K или M. Прототипом данной категории звёзд является BY Дракона. Квазипериодические вариации их блеска возникают из-за вращения, поскольку на их поверхности находятся пятна, аналогичные солнечным, но занимающие намного бо́льшую площадь, а также из-за хромосферной активности. Амплитуда яркости обычно не превышает 0,5 звёздной величины, а характерная продолжительность циклов равна периоду вращения звезды (от нескольких часов до нескольких месяцев). Некоторые из этих звёзд демонстрируют переменность других типов — например, испытывают вспышки, характерные для переменных типа UV Кита; в таких случаях они относятся также и к этому типу. Ярким примером такой звезды является EV Ящерицы. 
Некоторые исследователи к этому классу относят также и Солнце.